# Романцевский
Романцевский — посёлок в Богородицком районе Тульской области России.
В рамках административно-территориального устройства является центром Романцевского сельского округа Богородицкого района, в рамках организации местного самоуправления включается в Бегичевское сельское поселение.

## География
Расположен в 15 км к северо-востоку от центра города Богородицка.

## Население
| 2002 | 2010 |
| ---- | ---- |
| 505  | ↘450 |